# Söderfors
Söderfors est une localité de la commune de Tierp, dans le comté d'Uppsala, en Suède. La localité a pour origine une forge construite sur les rapides du fleuve Dalälven.